# Pachyanthidium benguelense
Pachyanthidium benguelense är en biart som först beskrevs av Joseph Vachal 1903.  Pachyanthidium benguelense ingår i släktet Pachyanthidium och familjen buksamlarbin. Inga underarter finns listade i Catalogue of Life.